# セレレ県
セレレ県(セレレけん、英語：Serere District)はウガンダの東部地域北西部の県。
県都はセレレ。
2014年の人口は28万3630人。

## 地理
- 北：ソロティ県
- 北東：ンゴラ県
- 南東：パリサ県
- 南西：ブイェンデ県
- 西：カベラマイド県

県都セレレはソロティの約35km南、

首都カンパラの約205km北東に位置する。

キオガ湖にほぼ囲まれる。

## 歴史
2010年7月1日、ソロティ県を割いて新設された。
テソ地方に属し、バントゥー系民族のテソ人やクマム人の故郷である。